# Diócesis de Cuncacestre
La diócesis de Cuncacestre o de Cunecaster (en latín: Dioecesis Cuncacestrensis seu Sancti Cuthberti y en inglés: Diocese of Cuncacestre) fue una circunscripción eclesiástica de la Iglesia católica en Reino Unido. Se trataba de una diócesis latina, sufragánea de la arquidiócesis de York. Fue suprimida en 995 y restaurada como diócesis titular en 1969. Desde el 18 de marzo de 2020 su obispo titular es David Ernest Charles Evans.

## Territorio y organización
La diócesis extendía su jurisdicción sobre los fieles católicos de rito latino residentes inicialmente en parte de Inglaterra en el área del condado de Northumberland.
La sede de la diócesis se encontraba en Chester-le-Street, en donde la catedral fue la actual iglesia de Santa María y San Cutberto, que desde la Reforma anglicana pertenece a la Iglesia de Inglaterra.

## Historia

### Antecedentes
Mientras que la parte sur del Reino de Northumbria (Reino de Deira) fue evangelizada por el misionero romano Paulino (625), la parte norte (Reino de Bernicia) fue evangelizada por misioneros celtas que se establecieron en Lindisfarne. La abadía fue fundada en 634 por san Aidan, un monje de la abadía de Iona en Escocia.
Lindisfarne fue el primer monasterio atacado por los vikingos el 8 de junio del año 793, fecha considerada como el inicio de la Era vikinga. Los atacantes mataron a los monjes y capturaron cuanto había allí de valor. Las devastadoras incursiones de los vikingos daneses a mediados del siglo IX provocaron la desaparición de la diócesis de Hexham, cuyo territorio pasó a Lindisfarne después de 821. En 865 los vikingos tomaron posesión de todo el norte y el este de Inglaterra, provocando que la organización política y eclesiástica de la región desapareciera por un tiempo.

### Traslado de la sede a Chester-le-Street
Lindisfarne ya no era un lugar seguro. En 875 la comunidad, formada por unos pocos monjes y sacerdotes seculares, abandonó la isla llevándose consigo las reliquias de san Cutberto. Después de ocho años de vagar por Northumbria, en 883 se establecieron en Chester-le-Street, unas pocas millas al norte de Durham. El rey cristiano de York, Godofredo o Guthfrith, dotó a la nueva diócesis de Cuncacestre de nuevas tierras y la concedió con privilegios. Mayor aún que ya era el culto y la devoción hacia san Cutberto. En 934, el rey Athelstan concedió nuevas dotaciones a la comunidad de San Cutberto y dotó la biblioteca episcopal con importantes códices, incluido uno que contenía la vida en poesía y prosa de san Cutberto escrita por san Beda el Venerable.

### Traslado a Durham
En 995 el obispo Aldhun, temiendo nuevas incursiones de los daneses, decidió trasladar los restos sagrados de Cutberto hacia el sur. Según la tradición, el carro que transportaba sus restos se detuvo de repente y no hubo forma de avanzar. La localidad de Durham, que entonces era un oscuro pueblo rural, se convirtió en el hogar permanente de las reliquias del santo y del obispo. En el año 998 o 999 se consagró la primera catedral. La diócesis era parte de la provincia eclesiástica de la arquidiócesis de York.

### Diócesis titular
Desde 1969 Cuncacestre figura entre las sedes episcopales titulares de la Iglesia católica como diócesis de Cuncacestre. Desde el 18 de marzo de 2020 su obispo titular es David Ernest Charles Evans, obispo auxiliar de la arquidiócesis de Birmingham.

## Episcopologio
- Eardulf † (854-899 o 900 falleció)
- Cutheard † (900-915 falleció)
- Tilred † (915-928 falleció)
- Wilgred † (928-944 falleció)
- Uchtred † (944-947 falleció)
- Sexhelm † (947-957 depuesto)
- Ealdred † (957-968 falleció)
- Aelfsige † (968 consagrado-990 falleció)

### Obispos titulares
- Hugh Lindsay † (13 de octubre de 1969-12 de diciembre de 1974 nombrado obispo de Hexham y Newcastle)
- Owen Francis Swindlehurst † (10 de junio de 1977-28 de agosto de 1995 falleció)
- Alan Stephen Hopes (4 de enero de 2003-11 de junio de 2013 nombrado obispo de East Anglia)
- Robert Byrne, C.O. (15 de marzo de 2014-4 de febrero de 2019 nombrado obispo de Hexham y Newcastle)
- David Ernest Charles Evans, desde el 18 de marzo de 2020